# 李強喆
李 強喆（イ・ガンチョル、朝鮮語: 이강철、1966年5月24日 - ）は、大韓民国・全羅南道光州市（現・光州広域市）出身の元プロ野球選手（投手）。右投右打。現在、KBOリーグのKTウィズの監督を務める。

## 経歴

### ヘテ時代
チームで空前絶後の4年連続15勝以上、10年連続2桁勝利、10年連続3桁奪三振以上を記録したアンダーハンド投手だった。 
1992年、最多勝タイトル争いをした宋津宇が9月17日に救援勝利で19勝（11先発勝利）を挙げると、当時監督だった金應龍が翌日先発に投入したが、張鍾勲に逆転本塁打を許し敗戦投手になった。結局、レギュラーシーズンMVPは張鍾勲、投手部門ゴールデングローブは廉鍾錫に奪われた。なお、宋津宇は8救援勝が含まれており、最多先発勝タイトルは彼と尹學吉に与えられた。 
その後も趙啓顯、李光雨と共に若手投手として活躍、10年連続二桁勝利・100奪三振を記録するなどチームの5度の優勝に大きく貢献した。
また、1996年の韓国シリーズでは5試合に登板し、2勝1セーブの活躍でMVPを受賞した。

### 三星時代
2000年にFAを通じて移籍した。
膝の負傷などで2001年シーズンは良い成績を出せず、2億ウォンで古巣チームに現金トレードされた。

### 起亜時代
2001年に再入団した。
2005年に引退を宣言した。引退当時までKBOリーグ歴代最多勝、最多奪三振など様々な記録を出して引退した。

### 引退後
引退後からはKIAタイガースの投手コーチになった。
2012年シーズン後、当時新たに監督に選任された廉京燁の要請でネクセン・ヒーローズの首席コーチに選任され、チームを移した。
2019年には金鎭旭の後任としてKTウィズの3代目監督に選任された。その後、KTは最下位から脱出し、2019年に6位、2020年に3位、2021年に統合優勝を導いた。
2022年7月21日、2023 WBC韓国代表監督に選ばれた。

## プレースタイル・人物
1992年の18勝のうち17勝が先発勝利であり、この記録は歴代アンダーハンド投手先発最多勝記録として残っている。
スライダーが持ち味の下手投げ投手で、現在でもトップのサイドハンド投手として知られている。通算勝利数152はKBOリーグ歴代4位（2022年7月時点）の数字である。

## 詳細情報

### 背番号
- 19 (1989年 - 1999年、2002年 - 2005年)
- 16 (2000年 - 2001年途中)
- 13 (2001年途中 - 同年終了)
- 72 (2006年 - 2007年)
- 77 (2008年 - 2012年)
- 89 (2013年 - 2016年)
- 71 (2017年 - )

### 代表歴
- 2003アジア五輪予選